# Limán (Astracán)
Limán (ruso: Лима́н) es un asentamiento de tipo urbano de Rusia, capital del raión homónimo en la óblast de Astracán.
En 2021, el asentamiento tenía una población de 9014 habitantes. Es sede de un ayuntamiento con una población total de 16 718 habitantes, que incluye 21 localidades rurales como pedanías. Hay cuatro pedanías que superan los mil habitantes: Karavannoye, Zaréchnoye, Mijáilovka y Biriuchya Kosá.
Se ubica unos 100 km al suroeste de Astracán, sobre la carretera E119 que lleva a Majachkalá.

## Historia
Se conoce la existencia de la localidad en documentos desde 1889, cuando era una aldea llamada "Dolban" (Долбан) en la vólost de Yandyki del uyezd de Astracán. Tras la Revolución rusa pasó a ser una de las capitales distritales de la óblast autónoma de Kalmukia, y desde 1935 de la RASS de Kalmukia. Cuando en 1943 Stalin ordenó deportar a todos los calmucos a Siberia, el pueblo adoptó su topónimo actual y se integró en la óblast de Astracán. En 1965 adoptó estatus de asentamiento de tipo urbano.